# Faouzi Laatiris
Faouzi Laatiris (Tétouan, 1968) è un artista marocchino.

## Biografia
Faouzi Laatiris è un'artista visivo e dal 1992 anche docente all'Istituto Nazionale di Belle Arti di Tétouan.
Nel 2006, Faouzi Laatiris ha fondato insieme all'artista Batoul S'Himi uno spazio per l'arte dal nome Espace 150 x 295 cm, il quale ospita mostre, laboratori ed eventi con una scadenza regolare a Martil.

## Esposizioni
2011
- Sentences on the banks and other activitie DARAT AL FUNOUN, Amman, Giordania.

2010
- Biennale d'art de Marrakech / Istanbul /Atene.
- OTHERS Palermo e Catania 2010
- Biennale AiM de Marrakech, Marrakech, Marocco.

2009
- Dimensions variables, Galerie FJ, Casablanca, Marocco.

2008
- Gli Artisti del Silenzioforum a cura di Antonio d'Avossa, Bologna, Italia.

2007
- 3R (réduire, réutiliser, recycler) Workshop con Seamus Farrell, Espace 150x295cm, Martil, Marocco.
- Art(s) plastique(s) et Workshop, Doual'art, Douala, Camerun.

2006
- Art(s) Plastique(s) L'appartement 22, Rabat, Marocco.
- Leçon n° 52 Espace 150 x 295 cm, Martil, Marocco.

2005
- Dessins Centre culturel, Olanda.
- Complicité con Batoul Shimi, Appartement 22, Rabat, Marocco.

2003
- Quand on a que l'amour, Centre culturel de Malines, Belgio.
- Casablanca, 16 mai 2003, Nano-Galerie, Parigi.
- Impressions Centre culturel de limoges, Francia.

2002
- Sculptures Ambulantes Institut français Meknès, Marocco.
- Sculptures Ambulantes Biennale di Dakar, Senegal.

2001
- Carnets d'artistes, Artena, Marsiglia, Francia.

1999
- Artistes en résidence, Château de Servières, Marseille.
- Objets désorientés du Maroc, Musée des Arts décoratifs, Parigi.
- Guy Limone – Faouzi Laatiris, C.art contemporain, Saint Priest, Francia.
- Eté marocain, Centre d'art contemporain, Castres, Francia.
- Galeria Athanor, Marseille, Francia.
- Villa des Arts, Casablanca, Marocco.
- Centre d'art contemporain, l'Arteppes, Annecy, Francia.
- Art contemporain au Maroc, Mallorca, Valencia, Spagna.

1998
- Lumières, Institut français Marrakech, Marocco.